# Paracaryum longipedicellatum
Paracaryum longipedicellatum är en strävbladig växtart som beskrevs av H. Riedl. Paracaryum longipedicellatum ingår i släktet Paracaryum och familjen strävbladiga växter. Inga underarter finns listade i Catalogue of Life.